# Droga (léčivo)
Drogy jsou usušené nebo jinak konzervované rostliny, živočichové, jejich části nebo produkty jejich metabolismu.
Pojmenování pochází z nizozemského slova droog = suchý, vztahující se k vysušenému stavu zboží. Oklikou přes jiné jazyky toto slovo získalo druhotný český význam škodlivé návykové látky, s nímž se lze nejčastěji setkat v kriminalistice a v senzacechtivých médiích. V důsledku toho vznikla nežádoucí situace, kdy tento hostující, negativní význam slova droga není v češtině vůbec logicky vymezen, a závisí hlavně na médiích a zákonných vyhláškách. Přeneseně se též jako „droga“ někdy označují i jiné zdroje motivace – pro muzikanta může být drogou publikum, pro sportovce vidina medaile atd.
Soubor všech chemických součástí drogy tvoří obsahové látky drogy (hlavní, vedlejší, balastní). Účinné látky se zpravidla hromadí v orgánu, který se používá jako droga. Droga je obecné označení původně používané pro sušené části rostlin a živočichů, nebo jejich výměšky, prodávané a používané jako léčivo.

## Rostlinné drogy

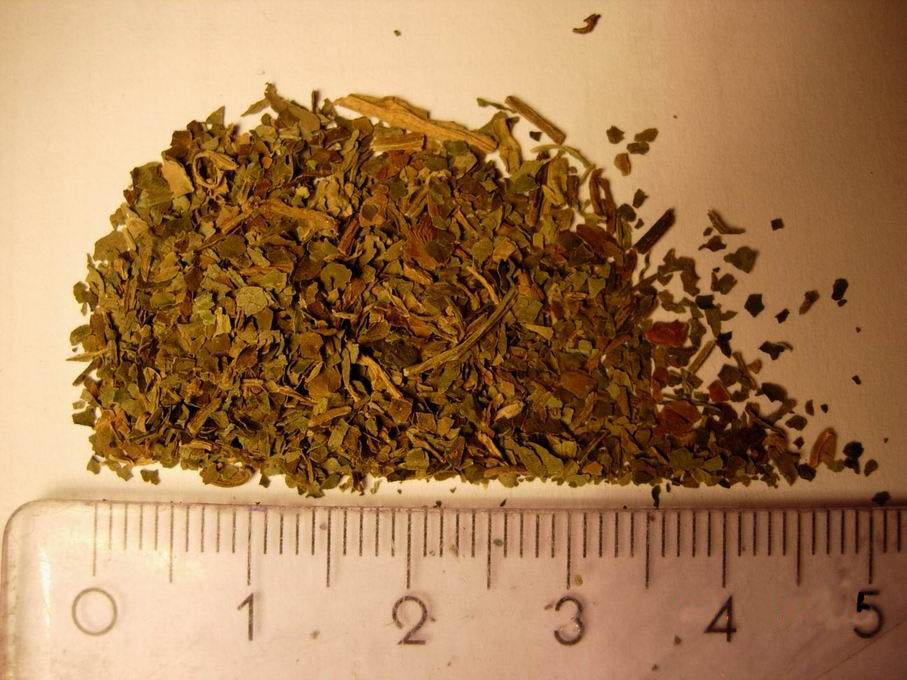
Ukázka rostlinné drogy: Herba salviae, šalvějová nať

Rostlinné drogy se získávají z různých rostlin. Pojmenovávají se latinskými názvy. Tradiční názvosloví, které najdeme v našich lékopisech až do 4. vydání Československého lékopisu (ČsL4), je v souladu s mluvnickými zvyklostmi latiny. Název tvoří část rostliny a název rostliny (obvykle jen rodové jméno) v genitivu: např. Herba melissae, nať meduňky. Od vydání Českého lékopisu 1997 (ČL97) se v souladu s Evropským lékopisem zavádí opačné pořadí, např. tedy Melissae herba.
Nejčastěji se lze setkat s těmito druhy rostlinných drog:
- Cortex – kůra, např. Cortex frangulae, krušinová kůra.
- Flos – květ, rozumí se tím i květenství, např. Flos chamomilae, květ heřmánku.
- Folium – list, např. Folium plantaginis, list jitrocele.
- Fructus – plod, např. Fructus anisi, plod anýzu.
- Herba – nať, např. Herba hyperici, nať třezalky.
- Lignum – dřevo, např. Lignum sasafras, sasafrasové dřevo.
- Oleum – olej, též silice (éterický olej), např. Oleum helianthi, slunečnicový olej, Oleum menthae, mátový olej (silice). Správné označení pro silice je Ether Oleum, protože jejich struktura se od olejů značně liší a jedná se o jinou skupinu látek. Tedy např. Ether Oleum menthae
- Pericarpium – oplodí, např. Pericarpium aurantii dulcis, oplodí sladkého pomeranče, „pomerančová kůra“.
- Radix – kořen, obvykle se používá i pro oddenek (Rhizoma), např. Radix cichorii, kořen čekanky.
- Radix cum herba – kořen s natí, např. Radix taraxaci cum herba, pampeliškový kořen s natí.
- Resina – pryskyřice, např. Resina boswelliae, pryskyřice kadidlovníku.
- Rhizoma – oddenek, např. Rhizoma bistortae, oddenek rdesna.
- Semen – semeno, např. Semen colchici, semeno ocúnu.
- Succus – šťáva, např. Succus liquiritiae, lékořicová šťáva.

K identifikaci jednotlivých drog se používají morfologické znaky (makroskopické i mikroskopické), organoleptické vlastnosti (vzhled, vůně, chuť) a chemické vlastnosti (obsah charakteristických účinných látek).
Kromě totožnosti se kontroluje i kvalita drogy – např. požadovaný obsah chemických látek, nepřítomnost určitých látek a cizích příměsí, správné usušení, nepřítomnost plísní, škůdců, příp. další specifické vlastnosti.
Drogou je např. i opium, šťáva z nezralých makovic, která obsahuje morfin a další psychotropní látky. Od rostlinných drog s účinky na psychiku zřejmě vedl posun významu slova droga k dnešnímu pojetí ve smyslu návykové látky.

## Překladatelská poznámka
V odborných překladech z angličtiny se lze setkat s nesprávnou interpretací slova „drug“, které odpovídá českému slovu „droga“. Farmakologický význam anglického „drug“ je však širší než v češtině, označují se jím nejen přírodní, ale i syntetické látky. S výjimkou přírodních surovin je na místě překládat slovem „léčivo“.